# Cậu Ấm (tuần báo)
Cậu Ấm là một tuần báo dành cho các bé trai được phát hành tại Hà Nội trong giai đoạn 1935–1939.

## Lịch sử
Năm 1935, nhà văn Thái Phỉ (Nguyễn Đức Phong) lần đầu cho ra mắt tuần báo có cái tên lạ và hình thức khá đẹp mắt: Cậu Ấm. Đây là tờ báo thiếu nhi đầu tiên trong lịch sử báo chí Việt Nam. Trong 13 số đầu, tờ Cậu Ấm là báo của bé trai. Ma-ket trang nhất ghi rất rõ: Cậu Ấm- báo con trai. Giá 5 xu. Tòa soạn 82 Ru du Coton Hanoi (82 phố Hàng Bông). Minh họa cho Cậu Ấm là họa sĩ Ngym (tức danh họa Trần Quang Trân). Tờ Cậu Ấm ra được 13 số thì đổi tên thành Cậu Ấm Cô Chiêu và tồn tại đến tháng 11 năm 1937 thì đình bản với 129 số.
Tuần báo Cậu Ấm (sau đó là Cậu Ấm Cô Chiêu) là tờ báo hấp dẫn, bổ ích cho lứa tuổi thiếu nhi. Với lối trình bày đẹp mắt, nội dung giáo dục sâu sắc và dễ hiểu, tuần báo Cậu Ấm Cô Chiêu tồn tại được hơn 2 năm với lượng độc giả khá lớn. Tuy nhiên, số phận "ông bố đẻ" của tờ báo là nhà văn Thái Phỉ lại không may mắn. Sau Cách mạng tháng 8/1945, Thái Phỉ mất tích bí hiểm và cho đến nay cái chết của ông vẫn còn là vệt mờ của lịch sử.
Tháng 3/1950, tờ Cậu Ấm trở lại với bạn đọc trong hình hài gần như tương tự năm 1935. Người đã hồi sinh cho tờ Cậu Ấm là nhà văn Tam Lang (Vũ Đình Chí). "Ông bố nuôi" này là Chủ nhiệm, kiêm chủ bút của tờ báo. Tòa soạn cũng tại phố Hàng Bông (số 112). Lời ra mắt có đoạn:
- Vì loạn lạc liên miên, anh em tôi phải tạm xa rời các bạn. Trong lúc ấy, bố đẻ chúng tôi mất tích, và giữa cảnh anh em mồ côi, mồ cút, chúng tôi cũng chỉ được biết tin Người đã chết vì vào làm cách mạng trong Nam.
- Tủi thân chim non dại đã sớm chịu cảnh bạt gió lìa ngàn, em ngã anh nâng, chúng tôi đã nương tựa vào nhau sống chờ cho đến ngày đủ lông đủ cánh.
- Thì trong năm, trở lại Thủ đô, chúng tôi gặp được người đứng nhận làm bố nuôi hứa đến mùng 4 tết này lại cho chúng tôi ra góp mặt học hỏi, tìm tòi cùng anh chị em chúng bạn.

Ngày 9/3/1950 tờ Cậu Ấm (tập mới) ra số 1. Cộng tác cho tờ báo là một số cái tên nhà văn khá nổi tiếng trong thành phố Hà Nội lúc bấy giờ như: Tam Lang, Ngọc Giao. Giá báo là 6$00.

## Nội dung
Với tiêu đề Báo con trai và ít nhất 20 trang, tuần báo Cậu Ấm được phát hành đều đặn mỗi tuần tại Hà Nội và Sài Gòn với giá chỉ 5 xu. Trang đầu và trang cuối bao giờ cũng có truyện tranh màu dài kỳ Ba đứa trẻ mạo hiểm của họa sĩ Nguyễn Văn Thịnh, còn lại là các bài thơ và truyện ngắn rút đúc từ cổ văn hoặc do tác giả khác gửi đăng, ngoài ra còn có các tiểu mục đố vui lấy thưởng. Tòa soạn cũng khá lưu ý đến việc trình bày tranh minh họa để tờ báo thêm sinh động hơn.
| “                                                                         | Anh-em ạ ! Bây giờ hẳn được yên-ổn làm ăn. Ruộng ta cày ta sẽ có gạo ăn ! Sống với cỏ-cây thật là cái thú riêng của anh-em ta. Nghênh-ngang ở chốn núi-rừng ! Cũng bởi anh-em ta có tính mạo-hiểm. Thôi từ nay ta cứ ở quách đây còn hơn là lăn-lóc chốn tỉnh-thành ! Biết đâu có kẻ lại chẳng tìm đến ta ! Hù-hù ! | ” |
| — Trích Ba đứa trẻ mạo-hiểm của tác giả Nguyễn Văn Thịnh, Cậu Ấm tuần báo | |   |